# Marek Niechciał
Marek Niechciał (ur. 24 marca 1969 w Warszawie) – polski ekonomista i urzędnik państwowy, w latach 2007–2008 i 2016–2020 prezes Urzędu Ochrony Konkurencji i Konsumentów.

## Życiorys
Absolwent Wydziału Nauk Ekonomicznych oraz Wydziału Historycznego (1996) Uniwersytetu Warszawskiego. Od 1996 do 2001 był asystentem w Instytucie Nauk Ekonomicznych Polskiej Akademii Nauk, w 1998 był jednocześnie dziennikarzem działu gospodarczego „Gazety Wyborczej”. Następnie był zatrudniony w Państwowym Urzędzie Nadzoru Ubezpieczeń oraz w Komisji Nadzoru Ubezpieczeń i Funduszy Emerytalnych. Prowadził wykłady w Wyższej Szkole Przedsiębiorczości i Zarządzania im. Leona Koźmińskiego oraz w Wyższej Szkole Finansów i Zarządzania.
W wyborach samorządowych w 2002 bez powodzenia ubiegał się o mandat radnego sejmiku mazowieckiego z listy Prawa i Sprawiedliwości. W latach 2006–2007 pełnił funkcję zastępcy dyrektora ds. gospodarczych w Departamencie Komitetu Rady Ministrów KPRM.
4 kwietnia 2007 premier Jarosław Kaczyński powołał go na prezesa Urzędu Ochrony Konkurencji i Konsumentów. Urzędem tym kierował do 4 czerwca 2008. W latach 2007–2012 był wiceprzewodniczącym Rady Statystyki przy prezesie Rady Ministrów, w 2008 został doradcą Instytutu Ekonomicznego Narodowego Banku Polskiego. 12 maja 2016 ponownie objął stanowisko prezesa UOKiK.
Z urzędu wszedł w skład Rady ds. Systemu Płatniczego przy NBP. W grudniu 2018 został z ramienia UOKiK członkiem Komisji Nadzoru Finansowego. W grudniu 2019, w związku z powołaniem na członka zarządu Ubezpieczeniowego Funduszu Gwarancyjnego (z kadencją od lutego 2020), złożył dymisję z funkcji prezesa Urzędu Ochrony Konkurencji i Konsumentów. Obowiązki prezesa UOKiK pełnił do 27 stycznia 2020. Następnie był członkiem zarządu UFG.